# Кавалино - Формика (Алесандрија)
Кавалино - Формика је насеље у Италији у округу Алесандрија, региону Пијемонт.
Према процени из 2011. у насељу је живело 8 становника. Насеље се налази на надморској висини од 118 м.